# Straty dielektryczne
Straty dielektryczne – straty energii zmiennego pola elektrycznego w dielektryku zachodzące na skutek zjawiska polaryzacji dielektrycznej.
Występują one nawet w idealnym (to znaczy zupełnie nie przewodzącym stałego prądu elektrycznego) dielektryku. Nie należy ich mylić ze stratami Joule’a-Lenza (wywołanymi przepływem prądu przewodzenia), choć do praktycznych zastosowań technicznych są często wspólnie opisywane jednym parametrem materiału.

## Przyczyny
Ponieważ mechanizmy polaryzacji dielektrycznej wymagają przesunięcia mas, polaryzacja dielektryka jest opóźniona w stosunku do przyłożonego zmiennego pola elektrycznego, a siły pola muszą wykonać pracę. Co za tym idzie, pole dostarcza pewnej energii, która następnie jest rozpraszana w dielektryku w postaci ciepła.
- Siły występujące w polaryzacji elektronowej, atomowej i jonowej mają charakter sił sprężystości, straty dielektryczne w funkcji częstotliwości będą więc w nich miały przebieg podobny do strat energii w tłumionym oscylatorze harmonicznym[2].
- Zmiany uporządkowania dipoli w czasie mają bardziej złożony charakter, noszą nazwę relaksacji dipolowej lub relaksacji orientacyjnej, do ich opisu stosuje się kilka modeli i zależności empirycznych[3].
- Bez względu na mechanizm polaryzacji jej dynamika w sinusoidalnie zmiennym polu elektrycznym jest zawsze opisywana przez zespoloną funkcję podatności dielektrycznej lub przenikalności dielektrycznej, których składowa urojona jest miarą strat dielektrycznych[4][5].

## Znaczenie i zastosowania
Straty dielektryczne powodują tłumienie fali elektromagnetycznej rozchodzącej się w materii. Współczynnik tłumienia fali jest proporcjonalny do współczynnika strat przy danej częstotliwości fali. Z tego powodu powietrze atmosferyczne nie przepuszcza fal elektromagnetycznych o określonej długości, a woda tłumi podczerwień i ultrafiolet będąc przezroczystą dla promieniowania widzialnego.
Straty dielektryczne mają duże znaczenie w elektronice i elektrotechnice, szczególnie w kondensatorach pracujących w obwodach prądu zmiennego. Istotne są również w elementach izolacyjnych pracujących przy dużych częstotliwościach i dużym natężeniu pola elektrycznego.
Zastosowania techniczne:
- ogrzewanie,
  - kuchenki mikrofalowe,
  - diatermia w medycynie,
  - urządzenia przemysłowe.

## Formalny opis strat dielektrycznych
Bez względu na mechanizm rozpraszania energii gęstość mocy (moc na jednostkę objętości) traconej w dielektryku można zawsze opisać przez:
{\displaystyle L={\vec {j}}{\vec {E}},}
gdzie:
{\displaystyle {\vec {j}}} – gęstość prądu elektrycznego,
{\displaystyle {\vec {E}}} – natężenie pola elektrycznego.
W przypadku idealnego dielektryka nie ma przepływu prądu elektrycznego, zachodzą jedynie zmiany natężenia pola elektrycznego, którym możemy przypisać prąd przesunięcia Maxwella:
{\displaystyle {\vec {j}}=\varepsilon _{0}\varepsilon {\frac {d{\vec {E}}}{dt}}=\varepsilon _{0}(1+\chi ){\frac {d{\vec {E}}}{dt}},}
gdzie:
{\displaystyle \varepsilon _{0}} – przenikalność dielektryczna próżni,
{\displaystyle \varepsilon } – zespolona przenikalność dielektryczna ośrodka,
{\displaystyle \chi } – zespolona podatność dielektryczna ośrodka.
Po przyłożeniu do dielektryka sinusoidalnego pola elektrycznego określonego przez
{\displaystyle {\vec {E}}={\vec {E}}_{0}e^{i\omega t},}
otrzymujemy gęstość prądu przesunięcia Maxwella:
{\displaystyle {\vec {j}}(\omega )=\varepsilon _{0}\varepsilon (\omega ){\frac {d({\vec {E_{0}}}e^{i\omega t})}{dt}}=\varepsilon _{0}\varepsilon (\omega )i\omega {\vec {E_{0}}}e^{i\omega t}=\varepsilon _{0}\varepsilon (\omega )i\omega {\vec {E}}.}
Po wydzieleniu części rzeczywistej i urojonej
{\displaystyle {\vec {j}}(\omega )=\varepsilon _{0}(\varepsilon '(\omega )-i\varepsilon ''(\omega ))i\omega {\vec {E}}=\varepsilon _{0}\varepsilon ''(\omega )\omega {\vec {E}}+i\varepsilon _{0}\varepsilon '(\omega )\omega {\vec {E}}.}
Część urojona jest przesunięta w fazie względem wymuszającego pola elektrycznego i nie powoduje strat energii. Część rzeczywista powoduje wydzielenie się energii pola elektrycznego o gęstości mocy:
{\displaystyle L_{A}=\varepsilon _{0}\varepsilon ''(\omega )\omega E^{2}=\varepsilon _{0}\chi ''(\omega )\omega E^{2}.}
Część urojona przenikalności (oraz równa jej część urojona podatności) nosi nazwę współczynnika strat. Straty energii powodują rozgrzewanie się dielektryka.
Ponieważ części rzeczywista i urojona przenikalności dielektrycznej nie są od siebie niezależne, ale określają się wzajemnie poprzez relację Kramersa-Kroniga, straty dielektryczne zachodzą we wszystkich dielektrykach, jeżeli tylko występuje w nich zjawisko polaryzacji dielektrycznej. Dzieje się tak nawet w materiałach zupełnie nie przewodzących stałego prądu elektrycznego – bezstratne dielektryki idealne nie są możliwe nawet w teorii.

## Ciepło Joule’a-Lenza
W naturze nie istnieją idealne dielektryki, każdy materiał w jakimś stopniu przewodzi prąd elektryczny. Oprócz strat dielektrycznych wystąpią wtedy w dielektryku dodatkowe straty wywołane przepływem prądu elektrycznego.
W materiale o przewodnictwie właściwym {\displaystyle \sigma _{dc}} pod wpływem przyłożonego zmiennego pola elektrycznego popłynie zgodny z nim w fazie prąd o gęstości:
{\displaystyle {\vec {j(\omega )}}=\sigma _{dc}{\vec {E(\omega )}},}
który spowoduje dodatkowe wydzielanie ciepła Joule’a-Lenza o gęstości mocy
{\displaystyle L_{JL}=\sigma _{dc}E^{2}.}
Całkowita gęstość prądu zawierająca zarówno prąd przewodzenia, jak i obie składowe prądu przesunięcia (zgodną w fazie i przesuniętą):
{\displaystyle {\vec {j}}(\omega )=\varepsilon _{0}\left(\varepsilon ''(\omega )+{\frac {\sigma _{dc}}{\varepsilon _{0}\omega }}\right)\omega {\vec {E}}+i\varepsilon _{0}\varepsilon '(\omega )\omega {\vec {E}}.}
Dla opisu całkowitych strat w dielektryku (zawierających zarówno straty dielektryczne, jak i Joule’a-Lenza) niekiedy używa się przenikalności dielektrycznej ze składową stałego prądu elektrycznego włączoną do jej części zespolonej:
{\displaystyle \varepsilon _{tot}=\varepsilon '(\omega )+i\left({\frac {\sigma _{dc}}{\varepsilon _{0}\omega }}+\varepsilon ''(\omega )\right)=\varepsilon '(\omega )+i\varepsilon _{tot}''(\omega )}

## Inne wielkości opisujące straty dielektryczne
- Zespolone zmiennoprądowe przewodnictwo właściwe określone przez:

{\displaystyle \sigma _{ac}(\omega )=\sigma _{dc}+\varepsilon _{0}\omega \varepsilon ''(\omega )+i\varepsilon _{0}\omega \varepsilon '(\omega ).}
Również zmiennoprądowe przewodnictwo właściwe, zawierające jedynie część rzeczywistą:
{\displaystyle \sigma (\omega )=\sigma _{dc}+\varepsilon _{0}\omega \varepsilon ''(\omega ).}
- Kąt stratności i tangens kąta stratności

{\displaystyle \operatorname {tg} \psi ={\frac {\chi ''}{\chi '}}.}
W zależności od kontekstu część urojona podatności może zawierać również prąd przewodzenia.
- Kąt strat i tangens kąta strat

{\displaystyle \operatorname {tg} \delta ={\frac {\varepsilon ''}{\varepsilon '}}.}
W zależności od kontekstu część urojona przenikalności może zawierać również prąd przewodzenia. W literaturze (zwłaszcza technicznej) tangens kąta strat bywa również nazywany współczynnikiem strat, podobnie jak część urojona przenikalności i podatności, co może prowadzić do nieporozumień.